# Boynes
Boynes ist eine französische Gemeinde mit 1.323 Einwohnern (Stand: 1. Januar 2022) im Département Loiret in der Region Centre-Val de Loire. Die Gemeinde gehört zum Arrondissement Pithiviers und zum Kanton Le Malesherbois (bis 2015: Pithiviers). Die Einwohner werden Boynots und Boynotes genannt.

## Geographie
Boynes liegt etwa 41 Kilometer nordöstlich von Orléans. Umgeben wird Boynes von den Nachbargemeinden Givraines im Norden und Nordosten, Barville-en-Gâtinais im Osten, Batilly-en-Gâtinais im Süden, Courcelles-le-Roi im Süden und Südwesten sowie Yèvre-la-Ville im Westen und Nordwesten.
Am Südrand der Gemeinde führt die Autoroute A19 entlang.

## Bevölkerungsentwicklung
| 1962                       | 1968 | 1975  | 1982 | 1990 | 1999 | 2006 | 2018 |
| -------------------------- | ---- | ----- | ---- | ---- | ---- | ---- | ---- |
| 980                        | 971  | 1.009 | 963  | 978  | 1014 | 1103 | 1339 |
| Quellen: Cassini und INSEE |      |       |      |      |      |      |      |

## Sehenswürdigkeiten
- Kirche Saint-Pierre aus dem 13. Jahrhundert, Umbauten aus dem 15., 16. und 18. Jahrhundert, Monument historique seit 1921

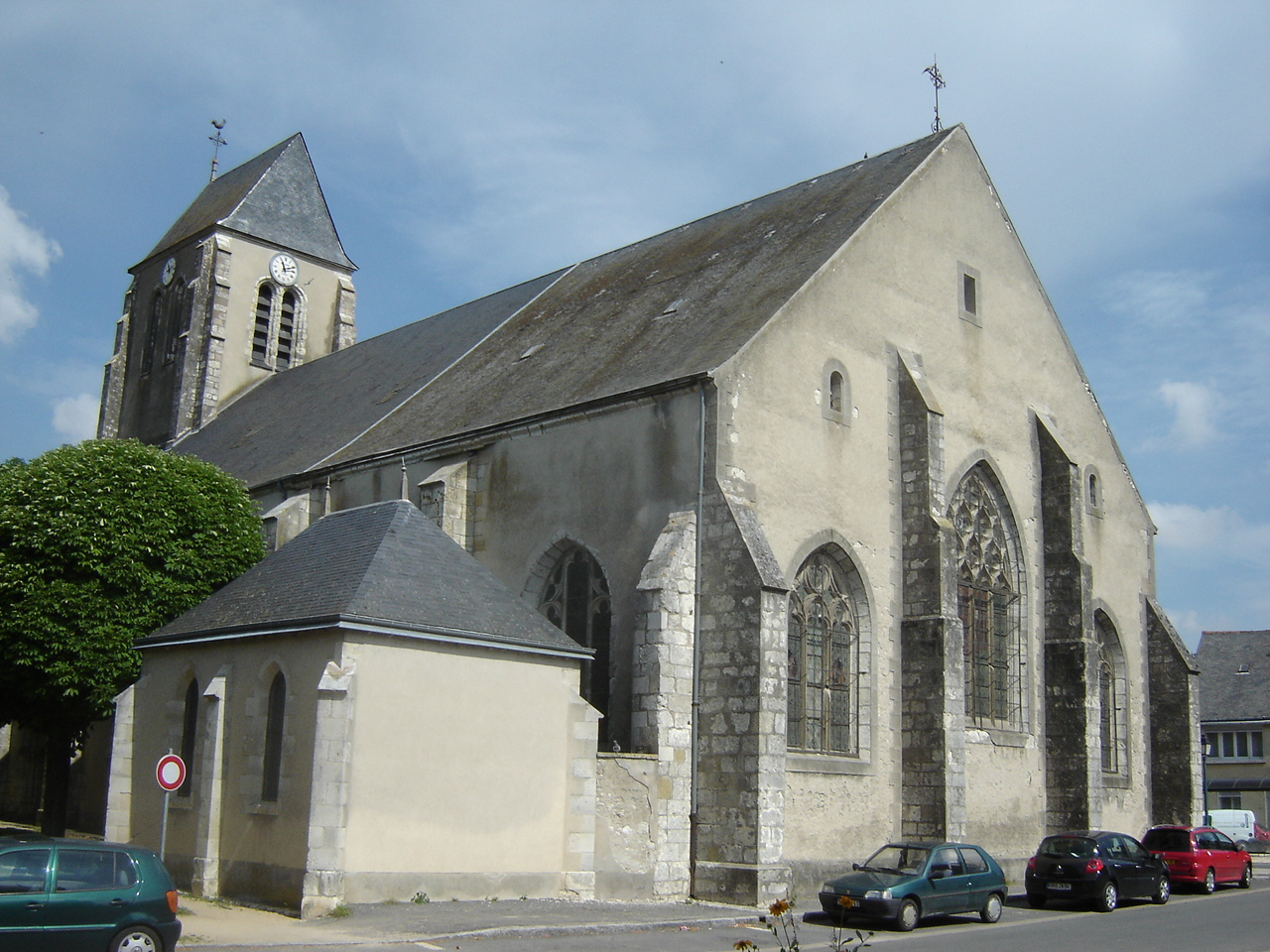
Kirche Saint-Pierre

- Reste der Burg Mousseaux
- Safranmuseum

## Persönlichkeiten
- Pierre Étienne Bourgeois de Boynes (1718–1783), Marquis von Boynes und Graf von Geudreville, Staatsmann und Marinestaatssekretär (1771–1774)
- Louis Veuillot (1813–1883), Schriftsteller und Journalist